# Sankt Johann in Tirol
Sankt Johann in Tirol è un comune austriaco di 9 233 abitanti nel distretto di Kitzbühel, in Tirolo, del quale è centro maggiore; ha lo status di comune mercato (Marktgemeinde). Stazione sciistica, ha ospitato varie tappe della Coppa del Mondo di freestyle.
Dal suo territorio nel 1927 è stata scorporata la località di Oberndorf in Tirol, divenuta comune autonomo.

## Amministrazione

### Gemellaggi
- Fuldabrück
- Redford
- Rovaniemi
- Valeggio sul Mincio[senza fonte]